# Црква брвнара Св. Ђорђа у Брајковцу
Црква брвнара Светог Ђорђа налази се на територији општине Лазаревац у селу Брајковац.

## Историјат
Црква је подигнута на утврђењима некадашње црквине 1846. године, када се Брајковац још звао Смрдљиковац. Према народном веровању, црква је пренета до овог места на леђима сељака који су хтели да је тиме заштите од Турака који су тада окупрали Србију.
Обнова цркве је завршена 1904. године,и тада је посвећена Светом Ђорђу.